# بنو اشمیتز
بنو اشمیتز (انگلیسی: Benno Schmitz؛ زادهٔ ۱۷ نوامبر ۱۹۹۴) بازیکن فوتبال اهل آلمان است.
از باشگاه‌هایی که در آن بازی کرده‌است می‌توان به باشگاه فوتبال بایرن مونیخ ۲، باشگاه فوتبال لیفرینگ، باشگاه فوتبال لایپزیگ، باشگاه فوتبال بایرن مونیخ، و باشگاه فوتبال ردبول زالتسبورگ اشاره کرد.
وی همچنین در تیم ملی فوتبال جوانان آلمان بازی کرده‌است.